# Casa de Trastámara

Blazonul Casei Trastamara

Casa de Trastamara a fost o dinastie de regi din Peninsula Iberică, care au guvernat în Castilia începând cu 1369, înainte de extinderea sa în Aragon, Navara și Napoli. Ei au fost o linie cadet nelegitimă a Casei de Burgundia.
Linia roială de Trastamara în Castilia a condus în timpul unei perioade de lupte militare cu Aragonul. Familia lor a fost susținută de cantități mari de contracte de căsătorie, care a dus la o serie de lupte printre pretendenții de drept al tronului castilian. Acest neam a condus în cele din urmă Castilia, de la venirea la putere a lui Henric al II-lea în 1369 până la unificarea coroaneilor sub Ferdinand și Isabella.

## Regii și Reginele Castiliei și Leonului

### Henric al II-lea al Castiliei

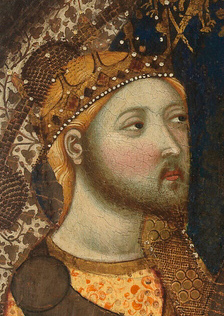
Henric al II-lea al Castiliei

După mai multe bătălii, Petru l-a învins pe Henric în Bătălia de Nájera, însă acesta a scăpat. Henric s-a întors în Franța, sub protecția lui Carol al V-lea al Franței. Ei au organizat armata la Castelul Peyrepertuse, apoi, cu ajutorul multor rebeli castilieni și cu francezul Bertrand du Guesclin, l-au învins pe Petru în Bătălia de la Montinel. Henric l-a ucis cu cruzime pe rege, care era prizonier. Acest lucru a dus la câștigarea tronului castilian.
Înainte de a consolida scaunul de domnie și de a fi capabil să predea puterea fiului său, Ioan, Henric a trebuit să-l învingă pe Ferdinand I al Portugaliei. După ce l-a învins, Henric a pornit la război împotriva Portugaliei și Angliei, în Războiul de o sută de ani. Pentru cea mai mare parte a domniei sale, el a fost nevoit să lupte împotriva tentativelor lui Ioan de Gaut, fiul lui Eduard al III-lea al Angliei, pentru a revendica tronul castilian de drept al celei de-a doua sa soție, fiica lui Petru,  Infanta Constanța de Castilia. În politica sa internă a început să reconstruiască regatul, protejat pe evrei, chiar dacă el a luptat împotriva lor în timpul războiului civil, acceptând procesul de transformare a administrației regale. De asemenea, el a stabilit permanent domnia Biscaya, după moartea fratelui său Tello. În politica externă, el a favorizat Franța peste Anglia. A murit pe 29 mai 1379 în Santo Domingo de la Calzada. Fiul lui Ioan I al Castiliei i-a urmat pe tron.

### Ioan I al Castiliei

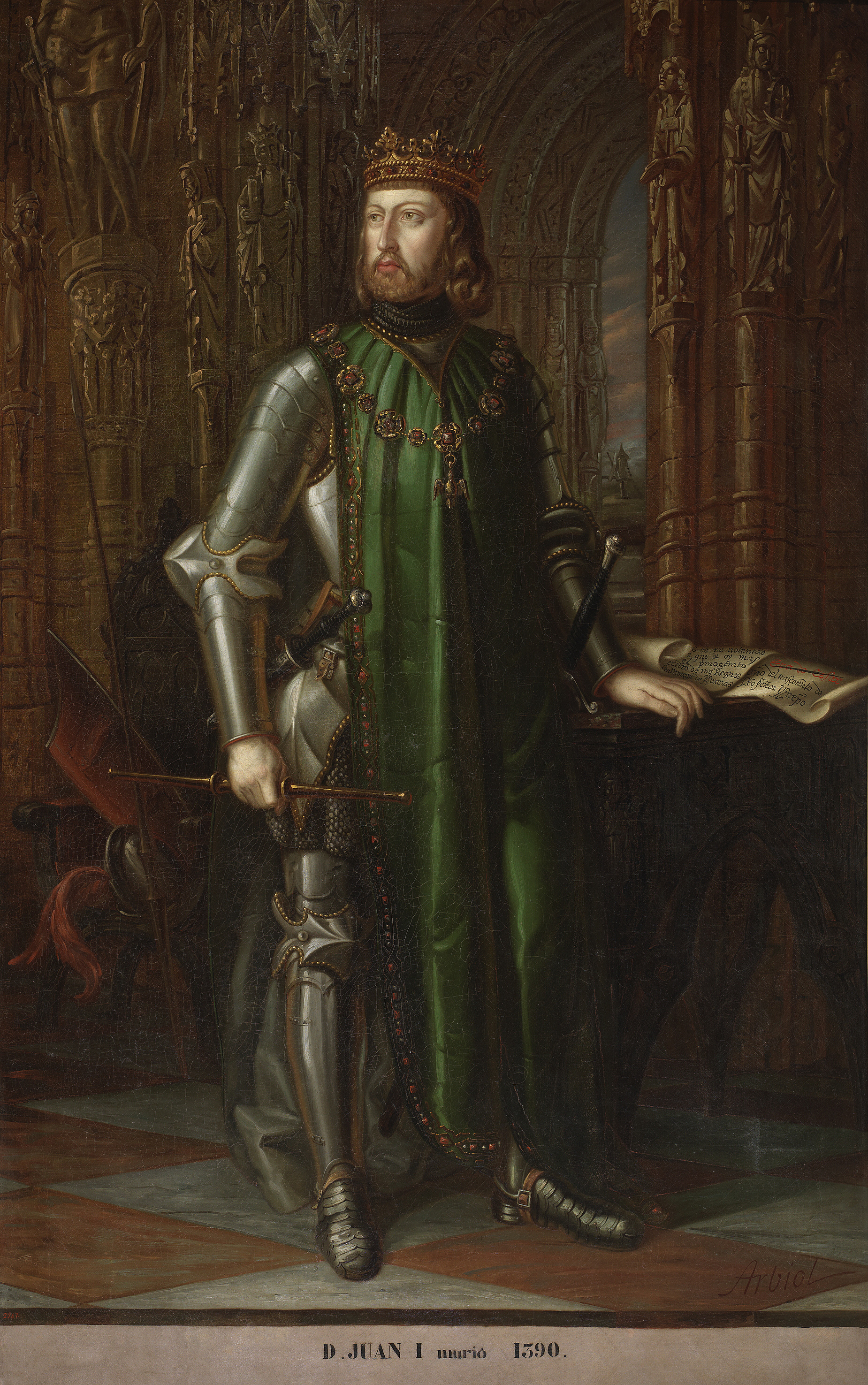
Ioan I al Castiliei

Prima căsătorie, cu Eleanora de Aragon, din 18 iunie 1375, a produs singurul moștenitor cunoscut. În 1379, Ioan a format un ordin militar de scurtă durată a Ordinului Pigeon.
El l-a răscupărat pe Leon an V-lea, ultimul rege latin al regatului armean al Ciliciei, de la mameluci și i-a acordat domnia pe viața la Madrid, Villa Real și Andujar, în 1383.
El s-a angajat în ostilități cu Portugalia. Prima ceartă cu portughezii a fost stabilită în 1382 și mai târziu, pe 14 mai 1383, atunci când s-a căsătorit cu Beatrice de Portugalia, fiica regelui Ferdinand I al Portugaliei. La moartea socrului său din 22 octombrie 1383, Ioan a încercat să pună în aplicare pretențiile soției sale la coroana Portugheză. Criza din 1383 - 1385 a fost o perioada de tulburări civile și anarhie în Portugalia. 
De asemenea, el a trebuit să se confrunte cu ostilitatea lui Ioan de Gaunt, primul Duce de Lancaster, care a pretins coroana Castiliei, care îi revenea de drept soției sale, fiica cea mare a lui Petru al Castiliei. Regele Castiliei a cumpărat cererile concurentului englez prin aranjarea unei căsătorii în 1388, între fiul lui Henric și Caterina, fiica lui Constanța și Ioan de Gaut, ca parte a tratatului ratificat de la Bayonne.
La începutul lui 1383, situația politică în Portugalia era volatilă. Beatrice a fost singurul copil al regelui Ferdinand I al Portugaliei, și moștenitoarea tronului, după moartea fraților ei mai mici ", în 1380 și 1382. Căsătoria ei a fost o problemă politică. Ferdinand a aranjat și anulat nunta de mai multe ori. Ioan își pierduse soția, pe Eleanora, cu un an înainte și era fericit să se căsătorească cu moștenitoarea portugheză. Nunta a avut loc la 17 mai, la Catedrala din Badajoz. Beatrice avea doar zece ani.

### Henric al III-lea al Castiliei

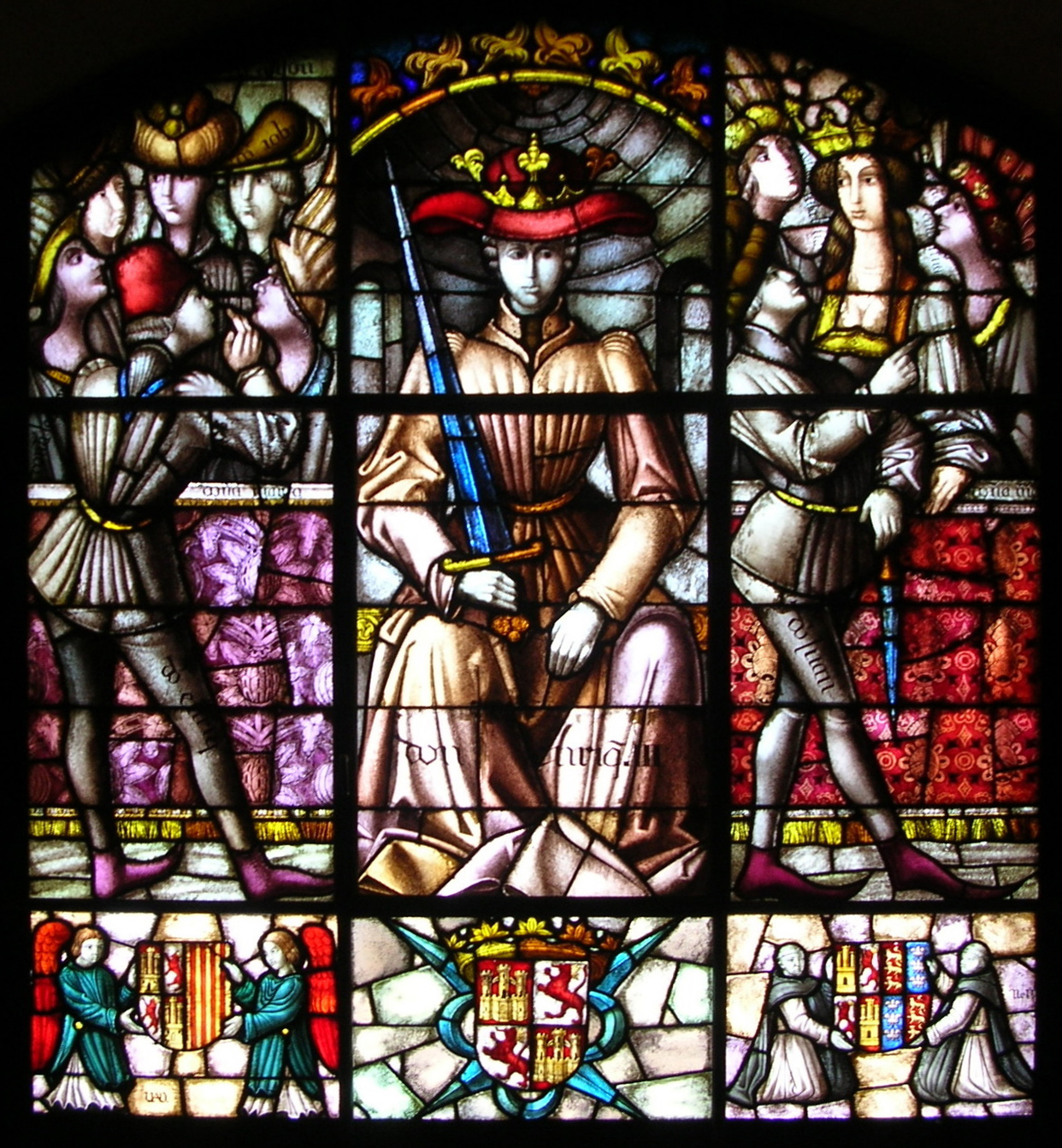
Henric al III-lea al Castiliei

În ciuda poreclei sale, el s-a angajat într-o politică externă energică și în manevre, în primii ani ai secolului al XV-lea. El a fost capabil să planifice nobilii și să restabilească puterea regală.
A susținut aristocrația și și-a stămutat rudele sale cele mai puternice (cum ar fi Alfonso Enríquez și mătușa lui Eleanor de Castilia). El a abrogat privilegiile acordate de predecesorii săi la Curtea din Castilia, cum ar fi alcabala (un impozit greu de vânzări) și dreptul de a participa la Consiliul Regal. A crescut numărul de magistrați ai orașului și a curățat economia regatului. A redus persecutarea evreilor și a trecut diferite facturi împotriva violenței, care devenise deosebit de gravă în 1391. 
În timpul domniei sale , flota castiliană a câștigat mai multe victorii împotriva englezilor. Henric a trimis o flota navală în 1400, care a distrus Tétouan în Africa de Nord, o bază a piraților. În 1402, Henric a început colonizarea Insulelor Canare, trimițându-l pe exploratorul francez Jean de Bethencourt . El a deviat o invazie portugheză cu un atac la Badajoz în 1396, semnând în cele din urmă un tratat de pace cu Juan I al Portugaliei la 15 august 1402 .
El a susținut pretenția papală  al lui Benedict al XIII-lea. A reluat conflictul împotriva împărăției Granada și a câștigat o victorie în bătălia de la Collejares, în apropiere de Úbeda, care a eliberat orașul în 1406. Cu toate acestea moartea sa prematură în același an l-a împiedicat să finalizeze această campanie.
Din cauza sănătății sale precare, a delegat o parte din puterea sa fratelui său, Ferdinand I al Aragonului, în ultima parte a domniei sale, acesta devenind regent în timpul minoritatii fiului lui Ioan, Ioan al II-lea al Castiliei.

### Ioan al II-lea al Castiliei

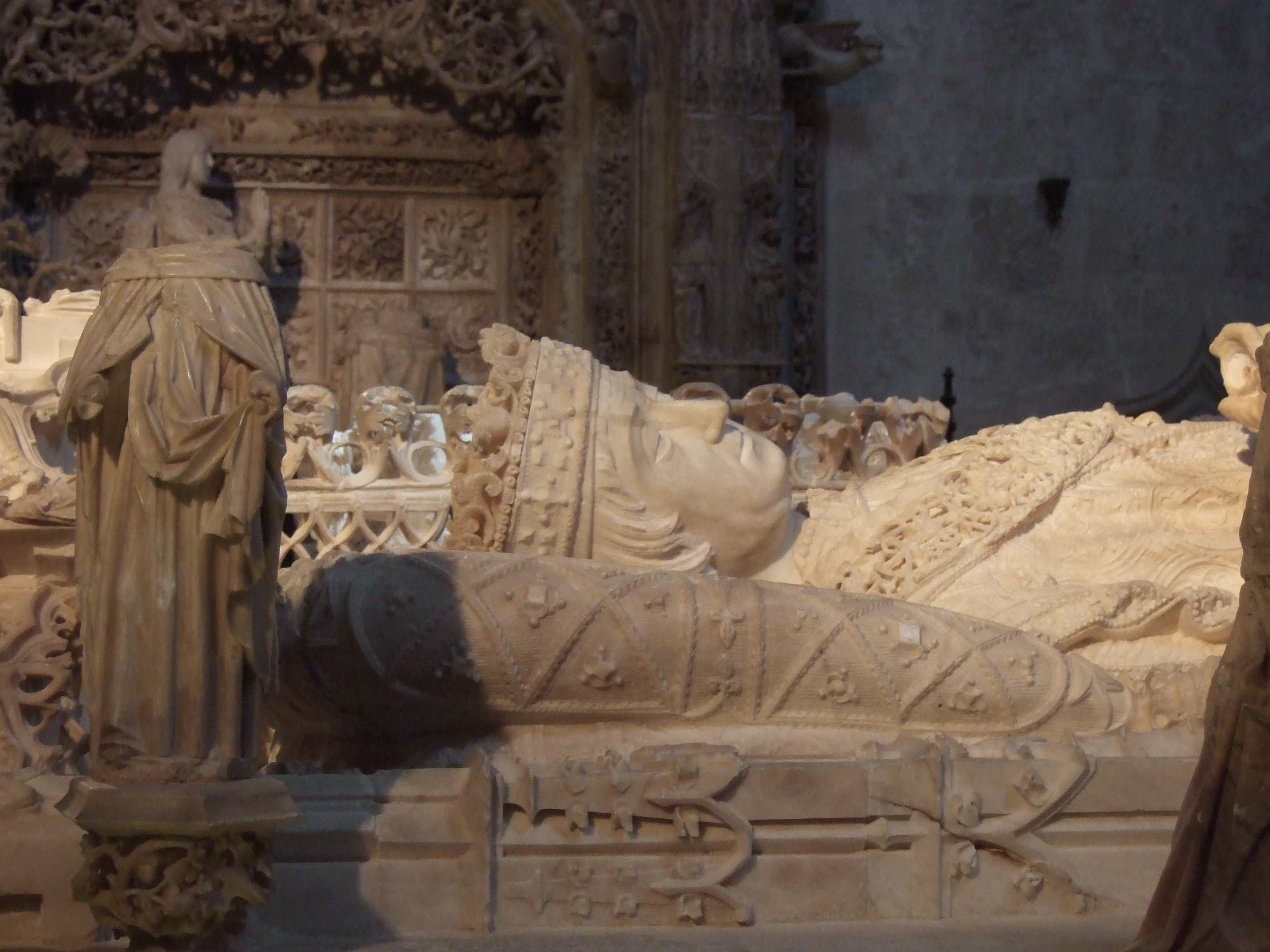
Ioan al II-lea al Castiliei

El l-a succedat pe tatăl său pe 25 decembrie 1406, la vârsta de un an și zece luni. Mama sa, Caterina și unchiul său, Ferdinand, au fost co-regenți în timpul minorității sale. Când Ferdinand a murit în 1416, mama sa a fost regent unic până când a murit în 1418.
A fost una dintre cele mai mari nenorociri a Castiliei ca domnia sa lungă, de 49 de ani, a trebuit să fie acceptată de unul dintre cei mai puțini capabili regi. Ioan a fost amabil, slab și dependent de cei din jurul său. Nu avea nici un interes în afară de distracții, cum ar fi vânătorile și turneele.
El a fost în întregime sub influența favoritului său, Álvaro de Luna, până la a doua sa soție, Isabella din Portugalia, care a obținut controlul asupra voinței sale slabe. La îndemnul ei, el l-a respins pe preferatul și credinciosul său prieten, un act care a provocat multe remușcări. El a murit la 20 iulie 1454, la Valladolid.
Ioan al II-lea a declarat legile Valladolid, care au restricționat activitatea socială a evreilor. Printre cele mai notabile prevederi a fost, sublinierea evreilor care trebuiau să poarte haine distinctive și le-a interzis să dețină funcții de administrare. 

### Henric al IV-lea al Castiliei

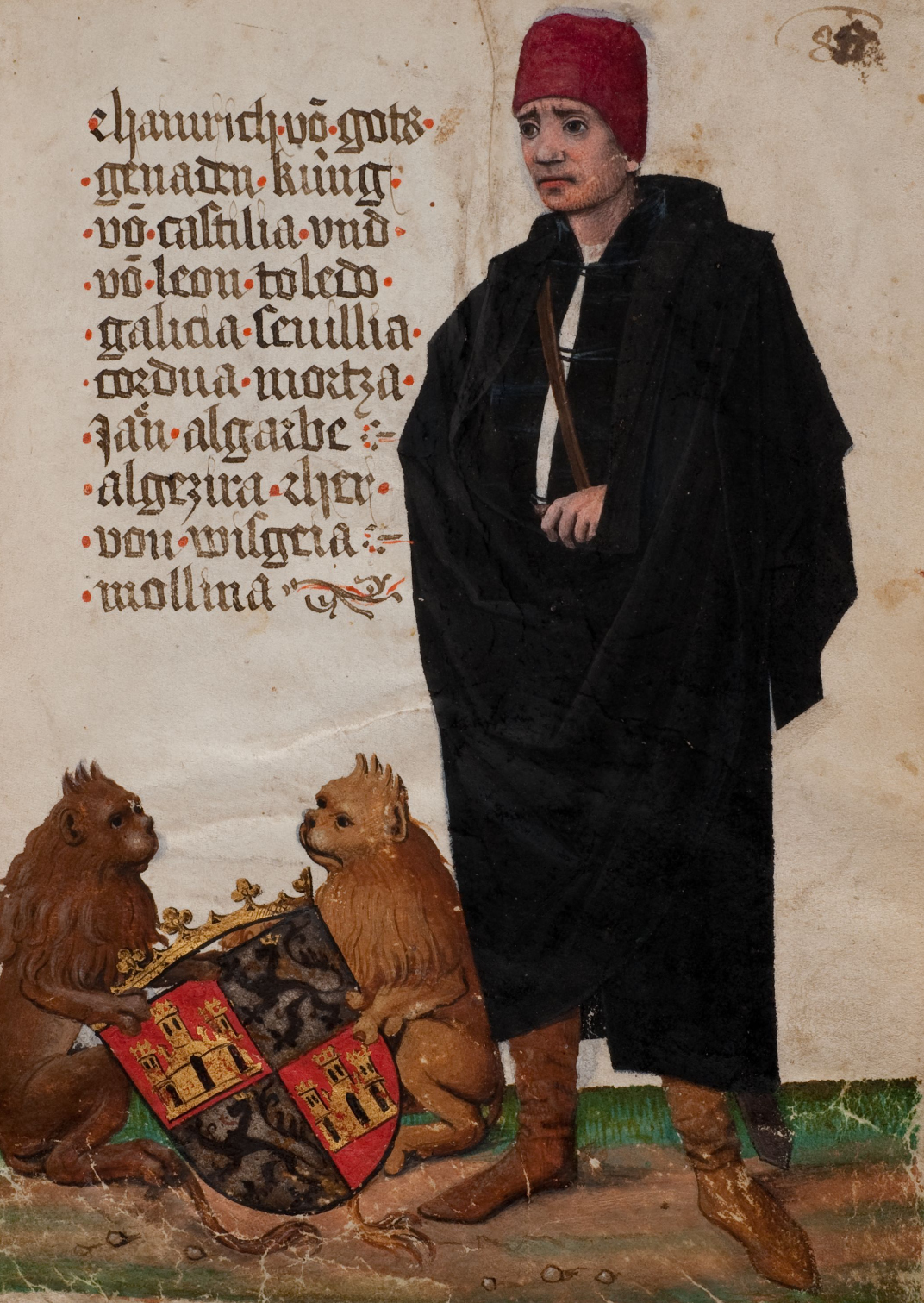
Henric al IV-lea al Castiliei

În 1458, Alfonso al V-lea de Aragon a murit și a fost urmat de fratele său, Ioan al II-lea de Navarra. Ioan și-a rezumat influența sa politică în Castilia, susținând opoziția aristocratică a lui Juan Pacheco. Cu sprijinul regelui, Pacheco a confiscat bunurile lui Álvaro de Luna, dar văduva sa s-a aliat cu familia Mendoza, cauzând o divizie printre aristocrație. Acest proces a dus la formarea unei Ligi Nobililor martie 1460. Ei au ridicat un număr mare de nobili, au preluat controlul asupra cheltuielilor și au câștigat acceptarea lui Alfonso de Castilia, fratele mijlociu al regelui și Prințul de Asturia.
Henric a reacționat prin invadarea Navarei în sprijinul lui Carol, Prințul de Viana, care era la acea vreme în război cu tatăl său, regele de Navarra și Aragon. Campania a fost un succes militar, dar regele castilian a făcut pace cu Liga Nobililor în august 1461 pentru a alunga puterea familiei Mendoza, care i-au permis lui Ioan al II-lea al Aragonului să intervină în Castilia. Cu toate acestea, Ioan al II-lea a fost în conflict cu Principatul Catalonia, iar la moartea fiului său Carol de Viana, majoritatea l-au ales pe el să fie regele Castiliei pe 11 august 1462. Intervenția lui Henric a fost încadrată ca o rivalitate între el și Ioan al II-lea de Aragon, iar Catalonia a devenit un punct instabil în Coroana Aragonului. Intervenția lui Henric nu a avut succes și economia castiliană a fost la risc în fața Franței, care îl susținea pe Ioan al II-lea al Aragonului, cu Tratatul de la Bayonne. 

### Isabela I a Castiliei

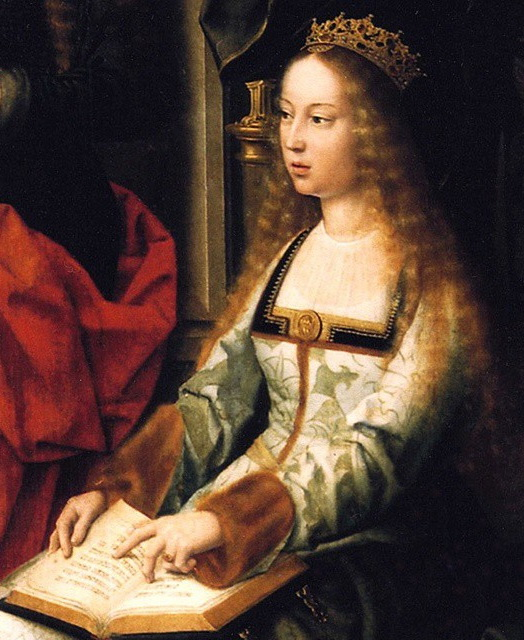
Isabela I a Castiliei

Când Henric al IV-lea a murit, pe 10 decembrie 1474, Isabela a reacționat rapid. A ordonat să fie încoronată regină a Castiliei la Segovia, doar trei zile mai târziu. În timp ce ea și Ferdinand începeau să reorganizeze Curtea regală, Alfonso al V-lea al Portugaliei a trecut granița, declarând-o pe Juana la Beltraneja moștenitoare legitimă. Astfel a început Războiul Castilian de Succesiune. Ferdinand i-a învins pe invadatori în Bătălia de la Toro, în 1476, și problema succesiunii a fost rezolvată. Alt obiectiv al lui Ferdinand și Isabelei a fost subjugarea orașelor, cetăților și punctelor strategice care se dovediseră rebele. În 1479 a murit tatăl lui Ferdinand, astfel încât el a devenit conducător al Aragonului. În 1480, cuplul a organizat Curtea de la Toledo, unde, sub supraveghere, cinci consilii regale și 34 reprezentativi civili au elaborat un cod de legi și edicte care avea să stea la baza viitoarei Spanii. Se stabilea centralizarea puterii și se începea revigorarea economiei și justiției din teritoriile controlate. Ca parte al acestui cod, și cu scopul de a uniformiza religios regatele, Ferdinand și Isabela i-au solicitat Papei Sextus al IV-lea să autorizeze Inchiziția. În 1483, Tomás de Torquemada a devenit primul Inchizitor General.
1492 a fost un an important pentru Isabela: a avut loc cucerirea Granadei, deci finalizarea Reconquistei, încrederea acordată lui Columb a dat roade, și a luat decizia de a-i expulza pe evrei.
Odată cu întărirea Inchiziției Romano-Catolice în Spania, și cu numirea călugărului dominican Tomás de Torquemada în funcția de Inchizitor General, regii catolici au instaurat o politică de „curățire religioasă”. Deși Isabela s-a opus măsurilor drastice luate împotriva evreilor pe considerente economice, Torquemada a reușit să-l convingă pe Ferdinand. Pe 31 martie 1492, a fost emis Decretul de la Alhambra privind expulzarea evreilor, care aveau la dispoziție patru luni (31 martie-31 iulie) ca să plece definitiv, cu intedicția de a-și lua cu sine bunurile imobile, precum și aurul și argintul. În caz contrar, erau condamnați la moarte, și toate bunurile lor erau confiscate. Aproximativ 200.000 de oameni au părăsit atunci Spania. O parte dintre evrei au ales să se convertească, dar aceia au devenit apoi ținta predilectă a persecuțiilor Inchiziției spaniole. Inițial musulmanilor din Granada li s-a promis libertate religioasă, dar în scurt timp presiunea pentru a se converti la catolicism a crescut, și până la urmă o politică de expulzare sau convertire a fost instaurată în 1502.

### Ioana de Castilia (și ai Aragonului)

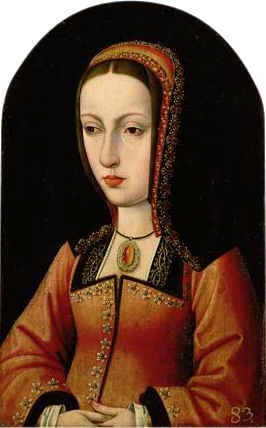
Ioana de Castilia

De la moartea mamei sale, Isabela a Castiliei în 26 noiembrie 1504, Ioana a devenit regină a Castiliei iar soțul ei rege de jure uxoris. Tatăl Ioanei, Ferdinand al II-lea și-a pierdut titlul de rege al Castiliei deși soția sa i-a permis să guverneze în absența Ioanei sau, dacă Ioana nu dorește să conducă ea însăși, până când fiul ei, Carol I va împlini 20 de ani. Ferdinand a refuzat să accepte asta; a emis monede pe care scria "Ferdinand și Ioana, rege și regină a Castiliei, Leonului și Aragonului" iar la începutul anului 1505 a convins curtea că Ioana este bolnavă și nu poate guverna.
Soțul Ioanei, Filip cel Frumos, care nu se mulțumea cu regența ci visa să fie rege, a emis la rândul său monede cu numele "Filip și Ioana, rege și regină a Castiliei, Leonului și Arhiduci de Austria, etc." și a început să se plângă de comportamentul ei. În replică, Ferdinand a îmbrățișat o politică pro-franceză, s-a căsătorit cu Germaine de Foix, nepoata regelui Ludovic al XII-lea al Franței, în speranța că va avea un fiu care va moșteni Aragon și poate Castilia.Filip și Ioana au rămas la curtea din Bruxelles, unde Ioana în 15 septembrie 1505 Ioana a dat naștere celui de-al cincilea copil, Maria. La sfârșitul anului 1505 Filip era dornic să meargă în Castilia, astfel a dispus să se pregătească flota, în ciuda faptului că era riscant să călătorească în timpul iernii. Au plecat în 10 ianuarie 1506 cu 40 de nave. 
La 25 septembrie 1506 Filip a murit brusc de febră tifoidă la Burgos, în Castilia. Unii au suspectat că a fost otrăvit de socrul său Ferdinand al II-lea. Ioana era însărcinată cu cel de-al șaselea lor copil, Caterina.
Aici a început tragedia Ioanei de Castilia: tatăl ei, ca regent, a scris la toate curțile Europei, lamentându-se de nebunia fiicei sale, cauzată de moartea bruscă a iubitului soț. Astfel a apărut legenda, sporită și răspândită, despre comportamentul ciudat al Ioanei, văduvă inconsolabilă, asupra sicriului soțului său. Ioana decisese să mute trupul lui Filip de la Burgos unde murise, pentru a respecta dorința lui Filip de a fi înmormântat la Granada, cu excepția inimii care a fost purtată la Bruxelles. Însoțită de un alai de nobili, soldați, preoți, doamne de la curte și slujitori, a pornit la drum. Călătoreau numai pe timp de noapte, deoarece Ioana era de părere că un alai cu un catafalc pe străzile orașelor, nu era un spectacol prea plăcut la vedere. Timp de opt luni cât a durat călătoria, ea nu s-a despărțit de sicriul soțului. Nobilii din cortegiu erau nemulțumiți și s-au înmulțit bârfele despre nebunia reginei. În orașul Torquemada la 14 ianuarie 1507, Ioana a dat naștere ultimului copil, Caterina. Ioana devenise o văduvă râvnită, moștenitoarea unei coroane prestigioase.
Fiul și moștenitorul ei, Carol I, avea 16 ani și era în grija mătușii sale în nordul Flandrei; tatăl ei a rămas în Aragon permițând creșterea crizei politice.
De la moartea mamei sale, până la propria moarte, Ioana a deținut doar în mod formal titlul de regină a Castiliei, deoarece puterea reală a fost deținută de o serie de patru regenți diverși.

### Filip I al Castiliei (și ai Aragonului)

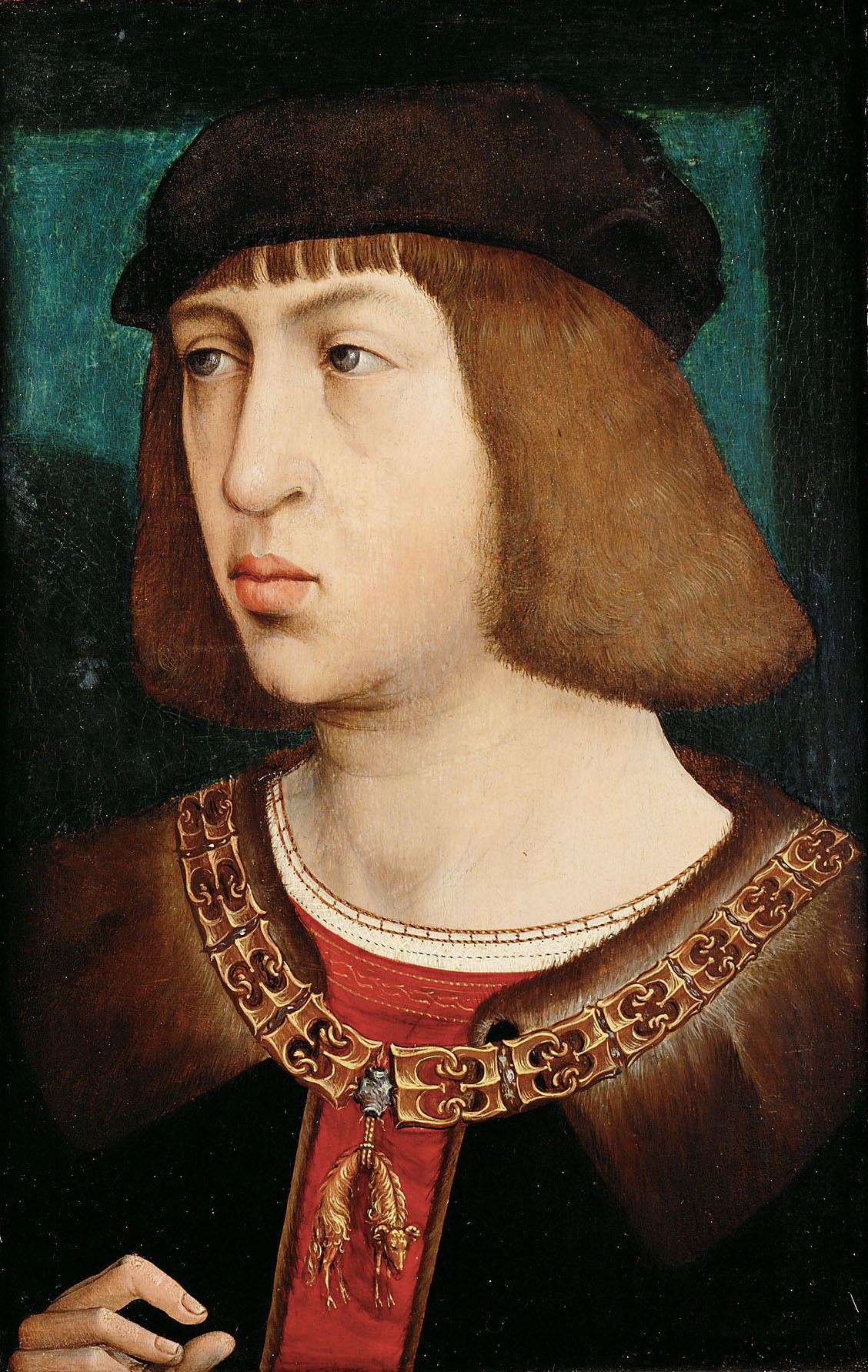
Filip I al Castiliei

În 1482, după decesul mamei sale, Maria de Burgundia, a moștenit Ducatul de Burgundia sub tutela tatălui său (Filip avea patru ani).
A urmat o perioadă de turbulențe cu ostilități sporadice în principal între marile orașe din Flandra (Bruges și Gent) și susținătorii lui Maximilian. Filip a fost prins în vâltoarea evenimentelor și chiar pentru scurt timp a fost sechestrat în Bruges ca parte a campaniei flamande de mărire a autonomiei pe care o obținuse în 1477 de la Maria de Burgundia printr-un acord numit Blijde Inkomst. În 1493, prin Pacea de la Senlis, se convine ca Filip în vârstă de 15 ani va deveni prinț începând cu anul următor.
În 1494, Maximilian abandoneză regența în conformitate cu termenii Tratatului de la Senlis iar Filip preia conducerea Ducatului cu toate că, în practică, autoritatea deriva de la Consiliul nobililor din Burgundia. La 20 octombrie 1496, la Lier, Filip s-a căsătorit cu Ioana a Castiliei, fiica regelui Ferdinand al II-lea de Aragon și a reginei Isabela I a Castiliei.
Căsătoria a fost una dintr-un set de alianțe dintre Habsburgi și Trastamara menită să consolideze alianța împotriva puterii în creștere a Franței, creștere datorată politicii lui Ludovic al XI-lea al Franței. Problema a devenit mai urgentă după invazia lui Carol al VIII-lea al Franței în Italia (primul război peninsular).
Sora lui Filip, Margareta s-a căsătorit cu Juan, Prinț de Asturias, singurul fiu al lui Ferdinand și al Isabelei și succesor la coroana unificată a Castiliei și Aragonului.

### Ferdinand al II-lea de Aragon

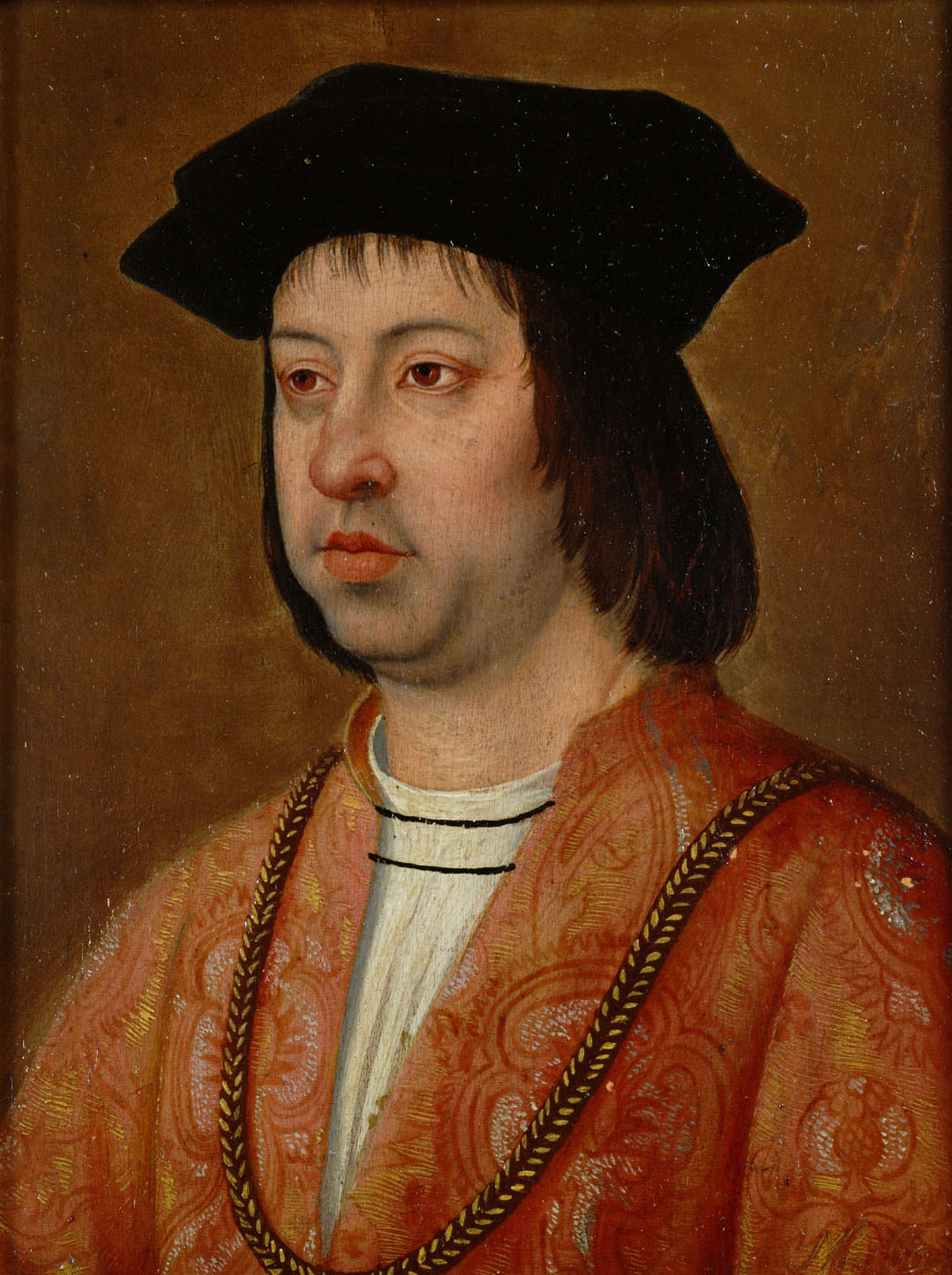
Ferdinand al II-lea de Aragon

#### Guvernarea împreună cu Isabela
Ferdinand a primit împreună cu soția sa titlul de Reyes Católicos din partea Papei Alexandru al VI-lea, papă al cărui secularism, Isabela nu îl aproba. Pe lângă unificarea fizică a Spaniei, Ferdinand și Isabela au încercat să unifice religios regatul, prin intermediul romano-catolicismului. Inchiziția a fost instituționalizată ca parte a acestui proces. După o revoltă din 1499, Tratatul de la Granada a fost anulat, și în 1502 musulmanii au fost obligați să se convertească sau să plece din regat. Confesorul Isabelei, Cisneros, a fost numit arhiepiscop de Toledo. Acesta a jucat un rol important în programul de reabilitare a instituțiilor religioase din Spania, punând bazele viitoarei Contrareforme. În calitate de Cancelar, puterea lui a sporit treptat.
Ferdinand și Isabela creaseră un imperiu, iar în ultimii ani ai domniei lor s-au văzut presați de chestiuni de administrare și politică; erau preocupați de succesiune, astfel încât au încercat să lege coroana spaniolă de alte case regale din Europa. Din punct de vedere politic, asta se poate vedea din încercări de eliminare a influenței franceze, și de a uni întreaga Peninsulă Iberică. Până la începutul lui 1497 părea că toate piesele se potriveau: Juan, prinț de Asturia, moștenitorul tronului, s-a căsătorit cu Margareta de Austria, stabilind o legătură cu habsburgii. Fiica cea mare, Infanta Isabela, s-a căsătorit cu Manuel I al Portugaliei, iar Infanta Ioana s-a căsătorit cu alt prinț habsburg, Filip de Burgundia. Cu toate acestea, planurile lor pentru copii nu au dat roade. Juan a murit la scurt timp după ce s-a căsătorit; Isabela a murit la naștere și fiul ei Miguel a murit la vârsta de doi ani. Titlurile reginei Isabela au revenit fiicei sale Ioana cea Nebună, a cărui mariaj cu Filip cel Frumos a fost unul problematic. Isabela a murit în 1504 la Medina del Campo, înainte ca Filip și Ferdinand să devină inamici.

#### După decesul Isabelei
După moartea Isabellei în 1504, regatul a fost preluat de fiica lor, Ioana. Ferdinand a servit ca regent al acesteia în timpul absenței sale în Țările de Jos. Ferdinand a încercat să-și păstreze domnia permanentă dar a fost respins de nobilimea castiliană și înlocuit cu soțul Ioanei, care a devenit Filip I al Castiliei. După moartea lui Filip, în 1506, Ioana s-a presupus că devenise instabil psihic, iar Ferdinand a preluat din nou regența, conducând prin Francisco Jiménez de Cisneros, cancelarul Regatului. Carol, fiul Ioanei, a devenit rege al Aragonului în 1516, împreună cu mama sa ca regina cu numele, după mortea lui Ferdinand.

## Regii Aragonului

### Ferdinand I al Aragonului

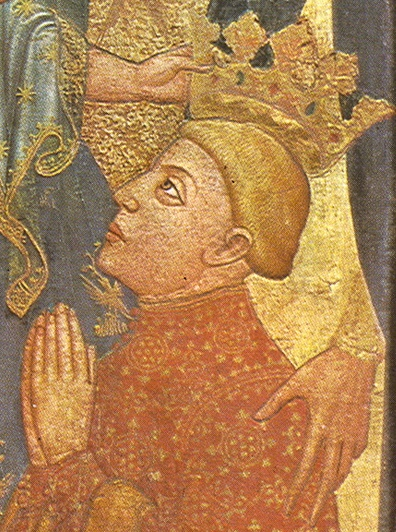
Ferdinand I al Aragonului

Născut la Medina del Campo , el a fost fiul cel mic al regelui Ioan I al Castiliei și a Eleanorei de Aragon. În 1406, la moartea fratelui său mai mare, regele Henric al III-lea al Castiliei, Ferdinand a refuzat coroana castiliană și în schimb, cu văduva lui Henric, Caterina de Lancaster, a devenit co-regent în timpul minorității nepotului lui Ioan al II-lea. În această calitate el s-a distins prin administrația sa prudentă în afacerile interne. 
Într-un război cu regatul musulman din Granada, a cucerit orașul Antequera (1410). După ce unchiul mamei lui Ferdinand, regele Martin I al Aragonului a murit fără copii legitimi supraviețuitori, Ferdinand a fost ales rege de Aragon în 1412 și l-a succedat în Compromisul Caspe. Celălalt candidat, contele James al II-lea de Urgell, s-a revoltat și Ferdinand a dizolvat regiunea Urgell în 1413.
Ferdinand a creat titlul de prinț de Girona pentru moștenitorul Coroanei de Aragon, în 19 februarie 1416. Realizarea cea mai notabilă a scurtei sale domnii a fost acordul său în 1416 pentru a-l detrona pe Benedict al XIII-lea, contribuind astfel la terminarea Schismei Apusene, care a divizat Biserica de Vest aproape 40 de ani. 

### Alfonso al V-lea al Aragonului

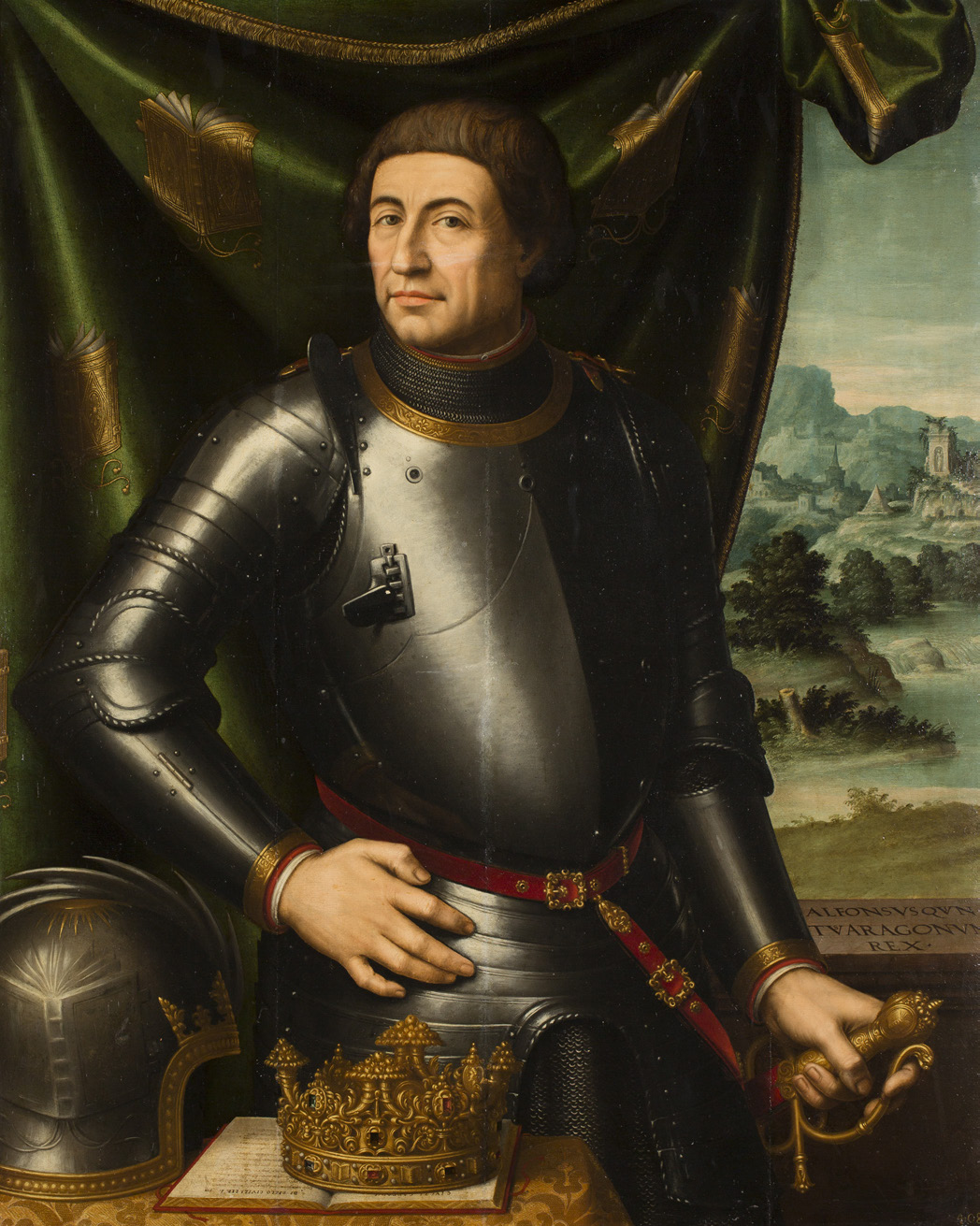
Alfonso al V-lea al Aragonului

În 1421, regina Ioana a II-lea de Napoli care nu avea copii l-a adoptat și l-a numit moștenitorul regatului Napoli. În Napoli, el l-a angajat pe faimosul Condottiero Braccio da Montone cu sarcina de a reduce rezistența rivalului său, Ludovic al III-lea de Anjou și a forțelor sale, conduse de Muzio Attendolo Sforza. Papa Martin al V-lea îl sprijinea pe Sforza, iar Alfonso și-a schimbat loialitatea religioasă către antipapa aragonez Benedict al XIII-lea. Când Sforza a abandonat cauza lui Loudovic, Alfonso părea să aibă toate probleme rezolvate, cu toate acestea, relația sa cu Ioana s-a înrăutăți brusc și în mai 1423, l-a arestat pe iubitul ei, Gianni Caracciolo, o figură puternică în instanța de judecată napolitană.
După o încercare eșuată de a o aresta pe regină, Ioana l-a chemat pe Szforza, care a învins armata aragoneză lângă Castelul Capuano în Napoli. Alfonso a fugit la Castel Nuovo, dar ajutorul unei flote de 22 de galere conduse pe Giovanni da Cardona a îmbunatățit situația sa. Sforza și Ioana au răscumpărat Caracciolo și s-au retras la cetatea de Aversa. Aici, ea a respins adoptarea ei de mai devreme și cu sprijinul lui Martin al V-lea, l-a numit pe Ludovic al III-lea moștenitor al ei.
Alfonso a oferit cea mai impresionantă artilerie a trimpului cu care a asediat din nou Napoli. Asediul a început pe 10 noiembrie 1441 și s-a sfârșit pe 2 iunie în anul următor. După întoarcerea de René la Provence, Alfonso a redus ușor rezistența rămasa și și-a făcut intrarea triumfală în Napoli, pe 26 februarie 1443, ca monarh al unui regat pacificat. În 1446, el a cucerit Sardinia.
Alfonso, prin depunerea în mod oficial a domniei sale papalității, a obținut acordul de la Papa Eugen al IV-lea cum că Regatul Napoli trebuie să mergă la fiul său nelegitim, Ferdinand. El a murit în Castel dell'Ovo, în 1458, în timp ce planifica cucerirea Genovei. La momentul respectiv, Alfonso a fost în contradicție cu Calixt al III-lea, care a murit la scurt timp după aceea.

### Ioan al II-lea al Aragonului

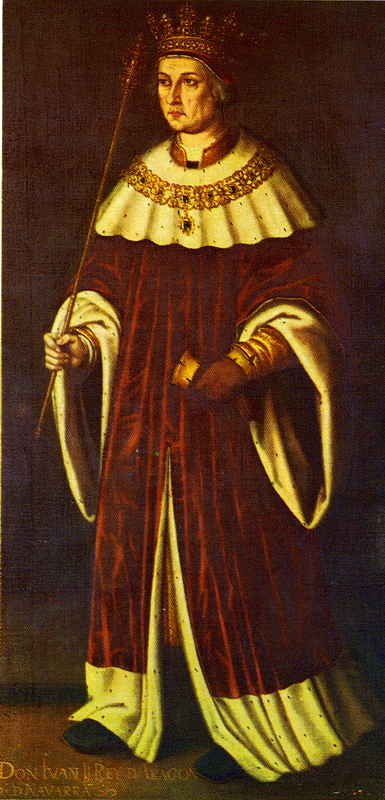
Ioan al II-lea al Aragonului

În tinerețea sa, el a fost Infatul de Aragon care a luat parte la disensiunile din Castilia în timpul minorității și domnia lui Ioan al II-lea. Până la mijlocul vieții sale, el a fost locotenent general în Aragon pentru fratele său și predecesorul Alfonso al V-lea, a cărui domnie și-a petrecut-o în Italia. La bătrânețe el a fost implicat în conflicte neîncetate cu supușii săi în Aragon și cu castilienii, cu Ludovic al XI-lea al Franței și în cadrul pregătirilor pentru nunta fiului său Ferdinand cu Isabella I de Castilia, a dus la unirea coroanelor de Aragon și Castilia, creând Regatul Spaniei. Necazurile lui cu supușii săi au fost în strânsă legătură cu disensiunile tragice în propria familie.
Ioan a fost căsătorit în primul rând cu Blache I de Navara din Casa de Evreux. Prin dreptul soției sale, el a devenit rege al Navarrei, și la moartea ei, în 1441 el a fost lăsat în posesia împărăției pentru toată viața. Însă doar un fiu, Carol, se născuse din căsătoria celor doi. După a doua căsătorie a sa, cu Juana Enríquez, acesta a crescut în ură absolută, fiind încurajat de Juana. Ioan a încercat să-l priveze pe fiul său de dreptul său constituțional de a acționa în calitate de locotenent-general al Aragon în timpul absenței tatălui său. Cauza lui Carol a fost preluată de către aragonezi și încercarea regelui de a o face pe a doua sa soție locotenent-general a fost retrasă din circuit.
A urmat un lung Război Civil navarez, cu alternații de succes și eșec și s-a încheiat cu moartea lui Carol, domnitorului de Viana, probail fiind otrăvit de mama sa vitregă în 1461. Catalanii, care au adoptat cauza lui Carol și au avut nemulțumirile proprii, au fost chemați într-o succesiune de pretendenți străini, pentru un război împotriva lui Ioan al II-lea. Ultimii ani ai săi i-a petrecut confruntându-se cu aceștia.